# Mihail Roșianu
Mihail Roșianu (n. 20 octombrie 1900, Mateești, România – d. 28 iulie 1973, București, România) a fost un diplomat și demnitar comunist român.
A lucrat în perioada interbelică ca învățător în comuna Mateești (județul Vâlcea).
A devenit membru ilegalist al Partidului Comunist din România în 1934. El a fondat un „cerc marxist”, din care făceau parte și alți învățători. În perioada celui de-al doilea război mondial, a constituit celula de partid din Târgu-Jiu, care a fost recunoscută de C.C. al P.C.R la 4 mai 1944. Mihail Roșianu a fost numit în funcția de secretar al Comitetului regional P.C.R. Oltenia.
În mai 1944, Mihail Roșianu a fost chemat la București unde i s-a încredințat sarcina să se ocupe de evadarea din lagărul de la Târgu Jiu a lui Gheorghe Gheorghiu-Dej și a celorlalți fruntași ai mișcării muncitorești. Motivul pentru care a fost ales este că, spre deosebire de alți membri de partid aflați în atenția Siguranței, Roșianu avea o posibilitate de mișcare pe care aceștia nu o aveau. În calitatea sa de inspector școlar pentru județele Gorj și Vâlcea, avea deplasări frecvente în aceste județe, dar și spre București. Evadarea a avut loc în noaptea de 9/10 august 1944, celula comunistă din Târgu-Jiu reușind să-i treacă pe evadați în județul Vâlcea, unde au fost preluați de celula comunistă din acel județ. A fost ales ca membru supleant al CC al PMR în perioadele 1945 - 1954 și 1955 - 1960. 
După război, Mihail Roșianu a îndeplinit funcțiile de președinte al Societății Române de Radiodifuziune (martie 1952 - februarie 1954) și locțiitor de ministru al culturii (octombrie 1953 – februarie 1954). A fost trimis apoi ca ambasador în R.P. Bulgaria și în R.P. Ungară în perioada 1956 - 1966.
Mihail Roșianu a fost deputat în Marea Adunare Națională în sesiunile din perioada 1948 - 1975.

## Distincții
- Ordinul „Coroana României“ în grad de Cavaler (1947);
- Medalia „Lupta împotriva fascismului“;
- Ordinul „Steaua Republicii Populare Române“ clasa a III-a (1948);
- Ordinul „Apărarea Patriei“ clasa a III-a (1949);
- Medalia „A cincea aniversare a Republicii Populare Române” (24 decembrie 1952) „pentru lupta și munca duse în vederea făuririi, consolidării și prosperării Republicii Populare Române”[5]
- Medalia „10 ani de la înființarea armatei R.P.R.“ (1958);
- Ordinul „23 August” clasa a III-a (12 august 1959) „pentru îndelungată activitate în mișcarea muncitorească, pentru contribuția activă la răsturnarea dictaturii militaro-fasciste și instaurarea regimului democrat-popular, pentru merite deosebite în opera de construire a socialismului”[6]
- Ordinul „Steaua Republicii Populare Romîne” clasa I (13 octombrie 1960) „cu prilejul împlinirii a 60 de ani, pentru îndelungată activitate în mișcarea muncitorească și pentru contribuția adusă la opera de construire a socialismului”[7]
- Medalia „40 de ani de la înființarea Partidului Comunist din Romînia” (6 mai 1961) „pentru activitate îndelungată în mișcarea muncitorească și merite în opera de construire a socialismului”[8][9]
- Ordinul Muncii clasa I (18 august 1964) „pentru merite deosebite în opera de construire a socialismului, cu prilejul celei de a XX-a aniversări a eliberării patriei”[10]
- Ordinul „Tudor Vladimirescu” clasa a II-a (30 aprilie 1966) „cu prilejul celei de-a 45-a aniversări de la înființarea Partidului Comunist din România, pentru îndelungată activitate în mișcarea muncitorească și merite deosebite în opera de construire a socialismului”[11]
- Ordinul „23 August“ clasa I (1970);
- titlul de Erou al Muncii Socialiste și medalia de aur „Secera și ciocanul” (4 mai 1971) „cu prilejul aniversării a 50 de ani de la constituirea Partidului Comunist Român, [...] pentru activitate îndelungată în mișcarea muncitorească și merite deosebite în opera de construire a socialismului în patria noastră”[12]
- Medalia „A 50–a aniversare a P.C.R.“ (1971).[13]